# Hasbury
Hasbury är en stadsdel i Halesowen, i distriktet Dudley, i grevskapet West Midlands, i England. Hasbury var en civil parish från 1866 till 1974. Civil parish hade 7 933 invånare år 1951.